# Ryan Hansen
Ryan Albert Hansen (sinh ngày 5/7/1981) là nam diễn viên người Mỹ. Anh được biết đến qua vai Dick Casablancas trong sê-ri truyền hình chính kịch Veronica Mars (2004–2007). Anh cũng từng tham gia các vai phụ trong sitcom 2 Broke Girls (2012–2017) và sê-ri web Burning Love (2012–2013).